# 随筆春秋
随筆春秋（ずいひつしゅんじゅう）は、1993年（平成5年）創刊の同人誌。また、その発行団体の名称である。

## 概要
団体としての随筆春秋は、現在では法人格を取得し、一般社団法人となっている。
公募の文学賞である、随筆春秋賞、佐藤愛子奨励賞を主催している。対象は、エッセイ。
会員数は、事務局員も含み120名以上を擁する。以前は国分寺市に事務所を構えていたが、現在は都内の駒込に移転している。
文学活動では「同人誌 随筆春秋」、経営母体を表現する場合は「一般社団法人随筆春秋」と使い分ける。
2019年（令和元年）、一般社団法人となってからは事業範囲を拡大し、会員のエッセイや小説を書籍とする有料の出版事業も手がけている。電子版、製本版の両方に対応している。
DTPはすでに内製化している。営業、企画、編集、デザイン、組版、版下、校正（校閲も含む）、製版、刷版までの一連を随筆春秋が行う。担当は、編集長の富山竣就。校閲と、巻末のあとがきなどの執筆は、代表の近藤 健が担当している。
事務局は、裏方の諸事を担当し、荒川十太、正倉一文などが対応している。ほかに、添削指導部、随筆春秋賞審査部があり、それを10名ほどで分担している。
随筆春秋（同人誌）は、春と秋の年2回、3月と9月の発行である。直販のほかに、Amazonでは、電子版と製本版の両方を扱っている。発行部数は、春、秋の各号が、少なくとも400部超と推定される。
また、随筆春秋という名称は、命名した堀川とんこうによると、芥川賞、直木賞を主催している文藝春秋を意識したという。
随筆春秋では、インターネットの活用にも力を入れている。
同人誌 随筆春秋｜公式Webページ、代表 近藤 健｜公式Webページ、随筆春秋資料室｜公式Webページ、随筆春秋の書籍｜公式販売サイト、随筆春秋の画家・山下暎二｜公式Webページなどを開設中である。YouTubeやSNSも活用している。
なお、随筆春秋が展開するWebページおよび関連サイトは、以下Webページにまとめて掲載されている。「随筆春秋関連サイト一覧」。

## 沿革

### 創設
堀川としは、1911年（明44）、群馬県吾妻郡中之条町で生まれた。女学校から師範学校へと進み、1929年（昭4）には小学校の教諭となっている。1936年（昭11）、職業軍人堀川義武の妻となる。翌年、２人の間には長男、敦厚（あつたか）が誕生した。後の堀川とんこうである。さらに数年後には娘も得て一家は４人家族となった。
1959年（昭34）、ついに夫義武の事業が行き詰まり、一家は夜逃げ同然に上京した。長男の敦厚は東京大学に合格してすでに上京していたので、としと娘があとから東京に出て来たことになる。夫の義武も一緒だった。このとき、美容師見習いである娘の婚約者（後の夫）も堀川一家を追って上京している。
最初のうちはバラバラに生活していたが、彼らは中野にあるとしの仕事場で、ようやく一緒に暮らすことができるようになった。としは、洋裁請負業を手掛けていた。やがて、明るく積極的なとしの人望もあり、彼女が中心となって杉並で美容室を開店する。実業家、堀川としの誕生である。
娘の婚約者をヘアカットのスターに押し上げ、結局、1984年（昭59）までに、19店舗を展開する企業をつくり上げた。かくして70歳を過ぎてからようやく生活の労苦から開放されたとしは、余暇を楽しめる境涯となる。
そんなとしは、1993年（平5）3月に同志を募って、随筆春秋を創設した。彼女は82歳になっていた。この立ち上げを陰で支えていたのが堀川とんこうと妻で作家の高木凛であった。
- 1993年 ‐ 堀川とし（演出家、プロデューサー、映画監督の堀川とんこうの実母）を中心として発足し、斎藤信也（朝日新聞記者を経て、朝日カルチャーセンター講師、東京大学卒）を講師に迎える。3月、同人誌 随筆春秋の創刊号[15]を発刊
- 1995年 ‐ 実質的スタートは、2月発行の第3号からとなる。これ以降、佐藤愛子、早坂暁、金田一春彦、堀川とんこうの協力を得て発展。その後、北杜夫、布勢博一、高木凛、竹山洋、中山庸子が加わり現在に至る
- 1996年 ‐ この年の初め、有限会社随筆春秋の代表取締役が堀川としから斎藤信也に交代

### 社長交代
1996年（平成8）10月25日、随筆春秋の生みの親であり、有限会社随筆春秋の代表取締役だった堀川としが永眠した。享年84歳であった。
1994年の半ばごろ「胃に悪い病気があるらしいの」と、夜遅い時間に電話がかかってきた。いつもと変わらぬ明るい声で、「先生、とうとうやられちゃった。手術することになっちゃったよ」と、笑いながらの電話だったが、斎藤信也は言いようのないショックで言葉を失い、「頑張って！」と答えるのが精いっぱいだった。
その後、1996年の秋、「ものが食べられなくなっちまったよ。また入院だけど、今度は本当にダメかもしれない」という伊豆からの電話を最後に、二度とベッドから戻ることなく、10月25日、永遠の旅路に就いた。
まだまだ元気に歩き回っていた1995年の暮、堀川は「先生に頼みがある。代表の座にいるのは無理だから、バトンタッチしてよ」と言い出した。斎藤は、「ダメだよ、あなた以外に適任者はいない」と強く反対したが、その後も折に触れて交替の話を持ち出され、とうとう1996年の初め、主だったメンバーを新宿の談話室滝沢に招集し、「私は社長を退く。あとは斎藤先生にお願いする。みんな仲よくやっておくれ」と宣言した。有無を言わせぬ迫力だった。斎藤はその申し出を引き受けた。

### 内助の功
随筆春秋と佐藤愛子（直木賞作家）、早坂暁（脚本家）を結びつけたのは、堀川とんこうの妻の高木凛（脚本家）である。随筆春秋（同人誌）の第34号から第43号までは、高木自身も寄稿していた。創業期には、有名企業からの広告を獲得し、経済面での基盤づくりにも貢献した。

### その後
芥川賞作家、遠藤周作をゲスト指導者として迎えたこともある。遠藤周作は、川上宗薫と並んで、佐藤愛子が最も懇意にした異性の作家仲間である。
- 1996年 - 堀川としが逝去。その後、2004年に金田一春彦、2011年に北杜夫、2016年には斎藤信也、2017年に早坂暁、2018年には、布勢博一が逝去する
- 2019年 - 同人誌随筆春秋は一般社団法人随筆春秋として法人化され、代表理事を池田元が、同人誌随筆春秋代表を近藤健が務めている
- 2020年 - 堀川とんこうが逝去
- 2022年 ‐ 中山庸子が加わる
- 2023年 ‐ 創立30周年を迎える
- 現在の指導者は、佐藤愛子、竹山洋[注 3]、中山庸子、近藤健

## 主な関係者一覧
- 堀川とし（実業家、随筆春秋創設者）[17]
- 堀川とんこう（プロデューサー、演出家）[17]
- 高木凛（脚本家）[17]
- 斎藤信也（元朝日新聞記者、元随筆春秋代表）[17]
- 斎藤智子（元朝日新聞記者、皇室担当）[17]
- 佐藤愛子（直木賞作家）[17]
- 遠藤周作（芥川賞作家）[17]
- 金田一春彦（言語学者、国語学者）[17]
- 早坂暁（脚本家）[17]
- 北杜夫（芥川賞作家）[17]
- 布勢博一（脚本家）[17]
- 竹山洋（脚本家）[17]
- 中山庸子（エッセイスト、イラストレイター）[17]

### 事務局
- 近藤　健（随筆春秋 代表）[17]
- 池田　元（随筆春秋 代表理事）[17]
- 正倉一文（随筆春秋 事務局長）[17]

　（太字｜存命人物）

## ギャラリー｜主な関係者一覧

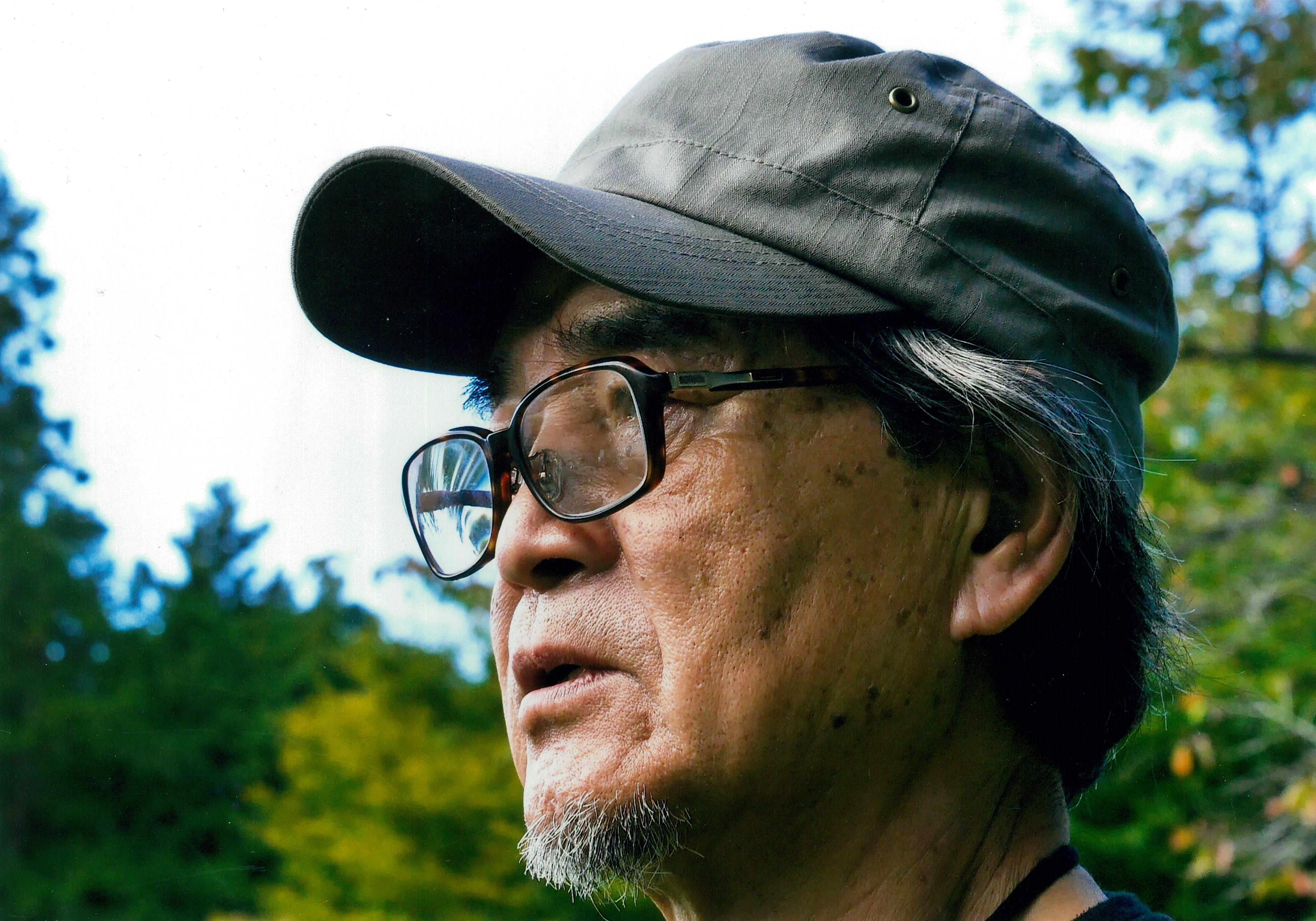
堀川とんこう｜TVプロデューサー、演出家、映画監督｜随筆春秋創立者 堀川としの長男｜随筆春秋黎明期の中心人物。故人
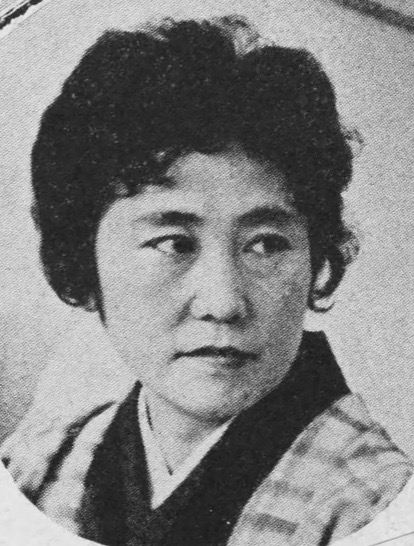
佐藤愛子｜直木賞作家｜随筆春秋創業家である堀川家に懇願され、随筆春秋の黎明期を支える。現在、随筆春秋の指導者
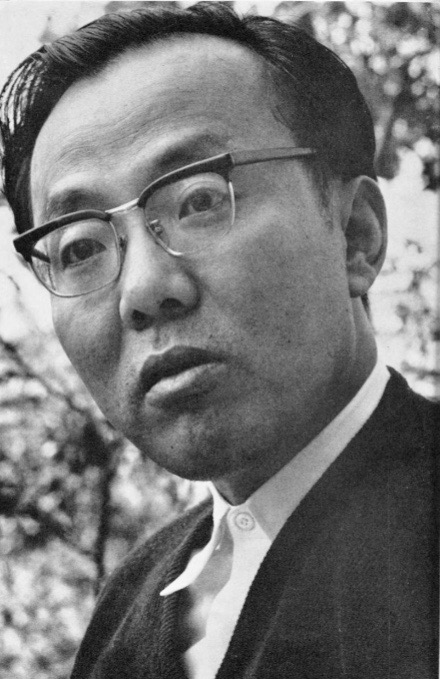
遠藤周作｜芥川賞作家｜佐藤愛子とは学生時代からの知人でその後仲のよい作家仲間｜その縁でゲスト講師として招いた。故人
金田一春彦｜日本の国語学者、言語学者｜ゲスト講師｜父親の金田一京助は言語学者で民族学者。アイヌ語研究で有名。故人
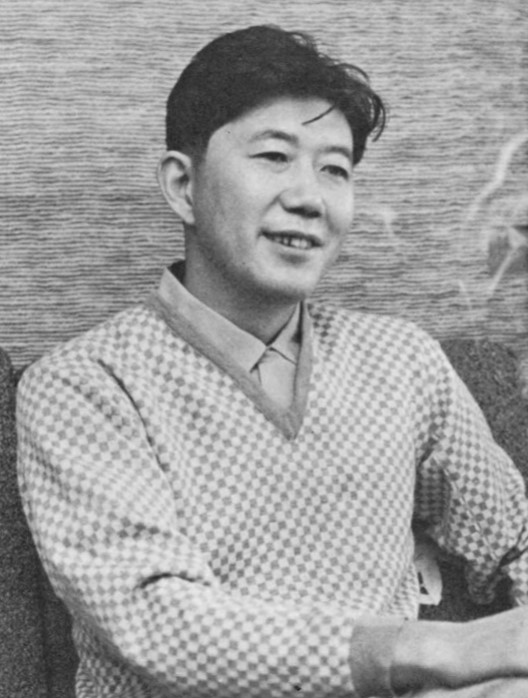
北杜夫｜芥川賞作家｜佐藤愛子とは文芸首都（文芸同人誌）で青春時代を共にした仲間｜その縁でゲスト講師に招いた。故人
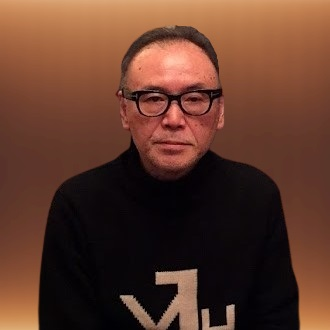
竹山洋｜脚本家｜代表作：NHK大河ドラマ『秀吉』｜堀川とんこうに乞われて随筆春秋の指導者に｜2023年春、逝去。故人
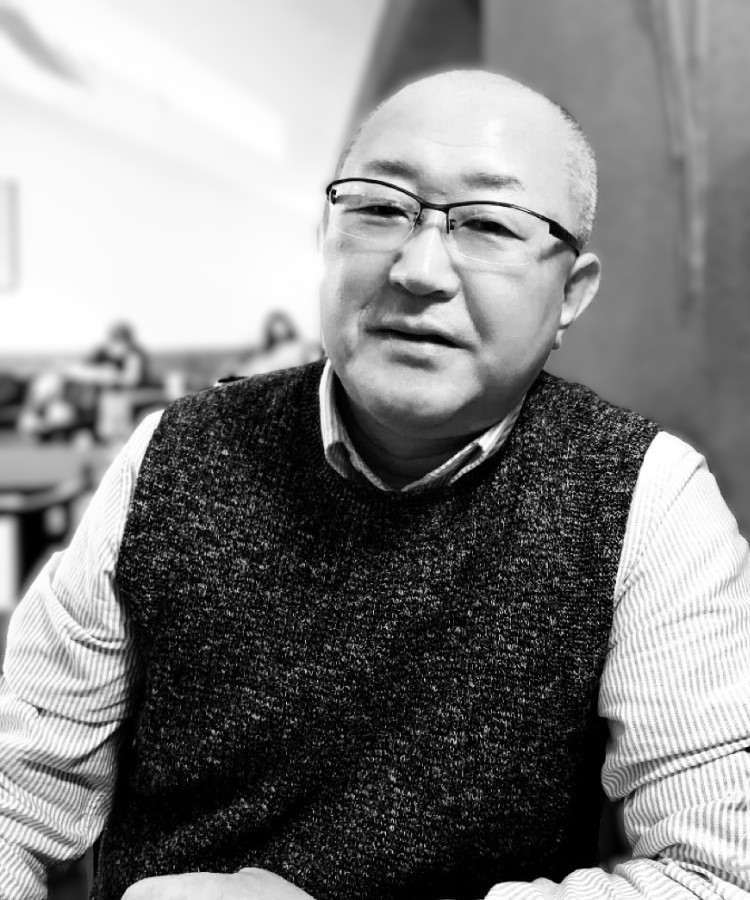
近藤 健｜エッセイスト｜随筆春秋代表｜一般社団法人随筆春秋理事｜歴史書も上梓し、歴史研究には並々ならぬ熱意｜元会社員
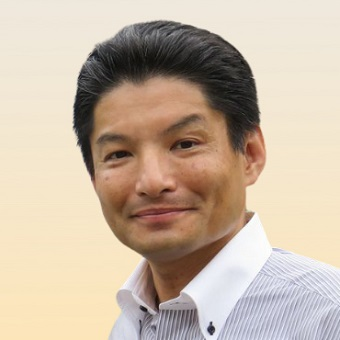
池田 元｜随筆春秋賞受賞者｜一般社団法人随筆春秋代表理事｜人材育成コーチ｜会社経営者｜プロの業界誌ライターでもある

## 関連項目

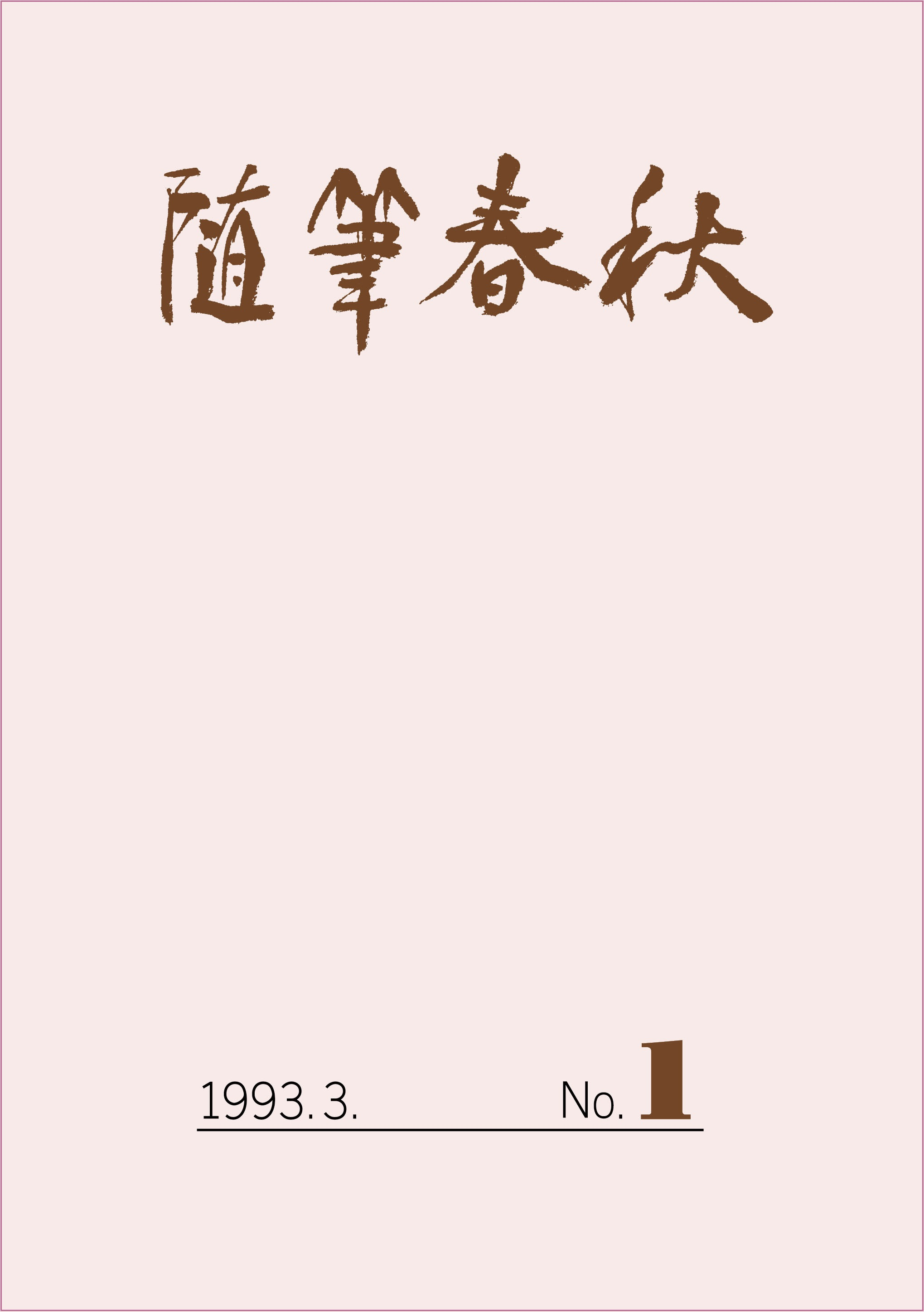
随筆春秋 創刊号（1991年3月）、黎明期のシンプルな装丁